# Eurokorps

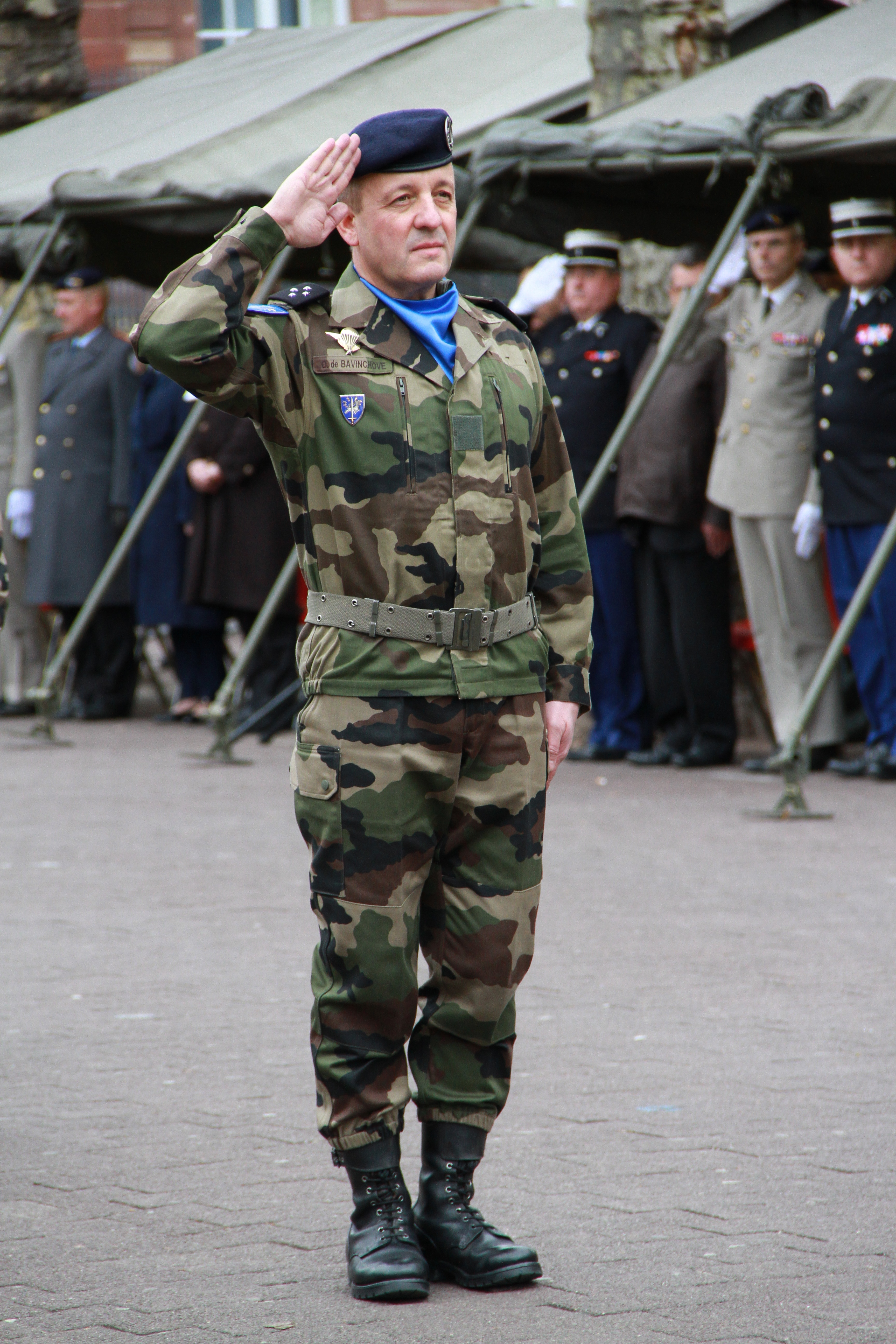
Generalleutnant Olivier de Bavinchove

Das Eurokorps ist ein multinationales militärisches Hauptquartier der Staaten Deutschland, Frankreich, Belgien, Spanien, Luxemburg und Polen (Rahmennationen), das allen Mitgliedsstaaten der EU und den NATO-assoziierten Staaten offensteht. Es besteht aus einem Stab mit Unterstützungseinheiten mit rund 1.100 Soldaten und kann bis zu 60.000 Soldaten führen. Das Eurokorps plant Militäreinsätze im gesamten Einsatz- und Intensitätsspektrum und führt diese durch. Es stellt Kräfte für EU- und NATO-Missionen, u. a. für die schnelle Eingreiftruppe der NATO.

## Geschichte
Auf der Grundlage des Beschlusses des deutsch-französischen Gipfeltreffens am 22. Mai 1992 in La Rochelle wurde das Eurokorps gegründet, das am 1. Oktober 1993 mit dem Dienstantritt von Generalleutnant Helmut Willmann offiziell geschaffen und am 5. November 1993 in Straßburg der Öffentlichkeit vorgestellt wurde. Im SACEUR-Abkommen vom 21. Januar 1993 wurden die Beziehungen und Kompetenzen zwischen NATO und Eurokorps geregelt.
Die bereits 1989 aufgestellte Deutsch-Französische Brigade ist seit 1991 einsatzbereit. Ab 25. Juni 1993 beteiligte sich Belgien, ab 1. Juli 1994 Spanien und ab 7. Mai 1996 auch Luxemburg am Eurokorps.
Im September 2002 wurde das Eurokorps in ein sogenanntes „schnelles Reaktionskorps“ umgewandelt, das nicht nur der EU, sondern auch der NATO zur Verfügung steht. Das Korps ist in der NATO-Kommandostruktur als Rapidly Deployable Corps Headquarters mit Unterstellung zum Supreme Headquarters Allied Powers Europe (SHAPE) klassifiziert und stellt turnusmäßig Kräfte für die NATO Response Force. Seitdem sind im Korpsstab Offiziere mehrerer NATO-Bündnispartner gewesen: Griechenland (2002), Türkei (2002), Polen (2003), Kanada (–2007), Italien (2009). Zudem wurden Verbindungsoffiziere aus Großbritannien, Italien und den Niederlanden dorthin entsandt.
Am 25. Februar 2003 unterzeichneten die EU-Nationen Österreich und Finnland in einer feierlichen Zeremonie in Straßburg ein Abkommen, auf dessen Grundlage sie nunmehr Personal in das Straßburger Hauptquartier des Eurokorps entsandten. Finnland verblieb beim Eurokorps bis 2005, Österreich bis 2011.
Mit dem Straßburger Vertrag vom 26. Februar 2009 hat das Eurokorps eine eigene Rechtspersönlichkeit erhalten.
2022 wurde Polen vollwertige Rahmennation des Eurokorps.

## Einsätze
Am 29. November 1995 wurde das Eurokorps durch den Kommandierenden General des Eurokorps für einsatzbereit erklärt.

### Balkan
Anfang 1998 verstärkten Soldaten des Korps das SFOR-Hauptquartier. 2000 stellte das Korps das KFOR-Hauptquartier im Kosovo.

### Afghanistan
2004 stellte das Eurokorps den Kern des Hauptquartiers für ISAF in Kabul, erneut vom 1. Juli 2006 bis 31. Dezember 2006 im Rahmen der Führung der Landstreitkräftekomponente der Eingreiftruppe NATO Response Force 7 (NRF 7) sowie im zweiten Halbjahr 2010 (NRF 15). 2012 entsandte das Eurokorps 275 Offiziere, Unteroffiziere und Mannschaften in drei verschiedene Hauptquartiere nach Kabul. Am 24. Januar 2013 kehrten die letzten Teile des zweiten Kontingents nach Straßburg zurück. Dieses war der vierte Einsatz des Eurokorps.

### Mali
Die europäische Ausbildungsmission EUTM Mali (European Training Mission) in Mali ist ein Projekt der Gemeinsamen Sicherheits- und Verteidigungspolitik der Europäischen Union. Die Mission verdeutlicht den Willen der Europäischen Union, ihre Bemühungen im Bereich der Sicherheit und Verteidigung zu verstärken. Das Eurokorps stellt mit 57 Soldaten den Kernstab und unterstützt damit Deutschland bei der Durchführung dieser Mission im zweiten Halbjahr 2015. Die Mission wurde vom Juli 2015 bis Mitte Dezember 2015 vom Stabschef des Eurokorps, Brigadegeneral Franz Xaver Pfrengle, geführt.

### Zentralafrikanische Republik
Von Mitte 2016 bis September 2018[veraltet] beteiligt sich das Eurokorps mit französischen, spanischen und belgischen Angehörigen (62 Soldaten) an der europäischen Trainingsmission für die Streitkräfte der Zentralafrikanischen Republik (EUTM RCA) zunächst im ersten Kontingent unter Führung des stellvertretenden Kommandeurs des Eurokorps, Generalmajor Éric Hautecloque-Raysz.

## Verbands- und Barettabzeichen

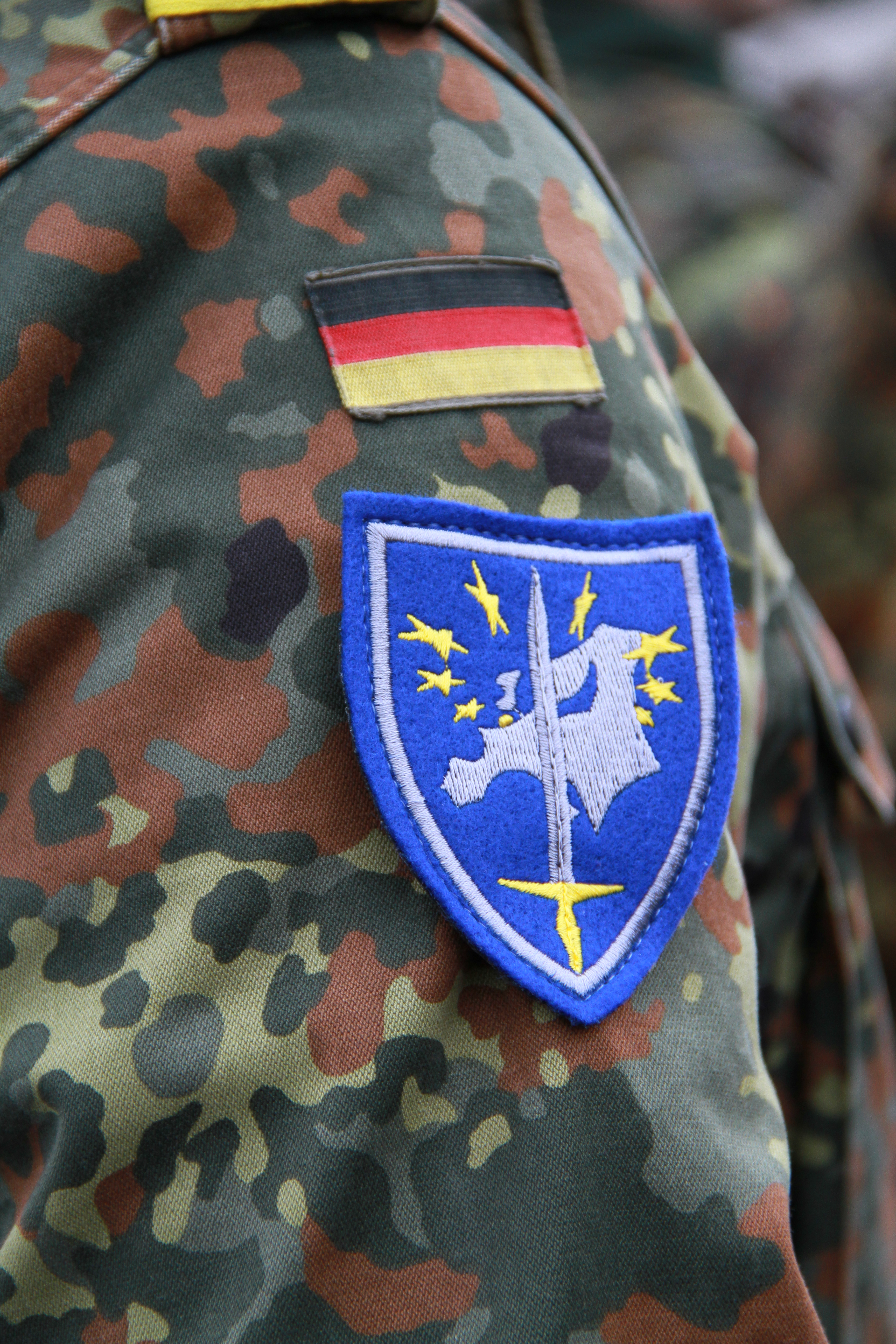
Verbandsabzeichen
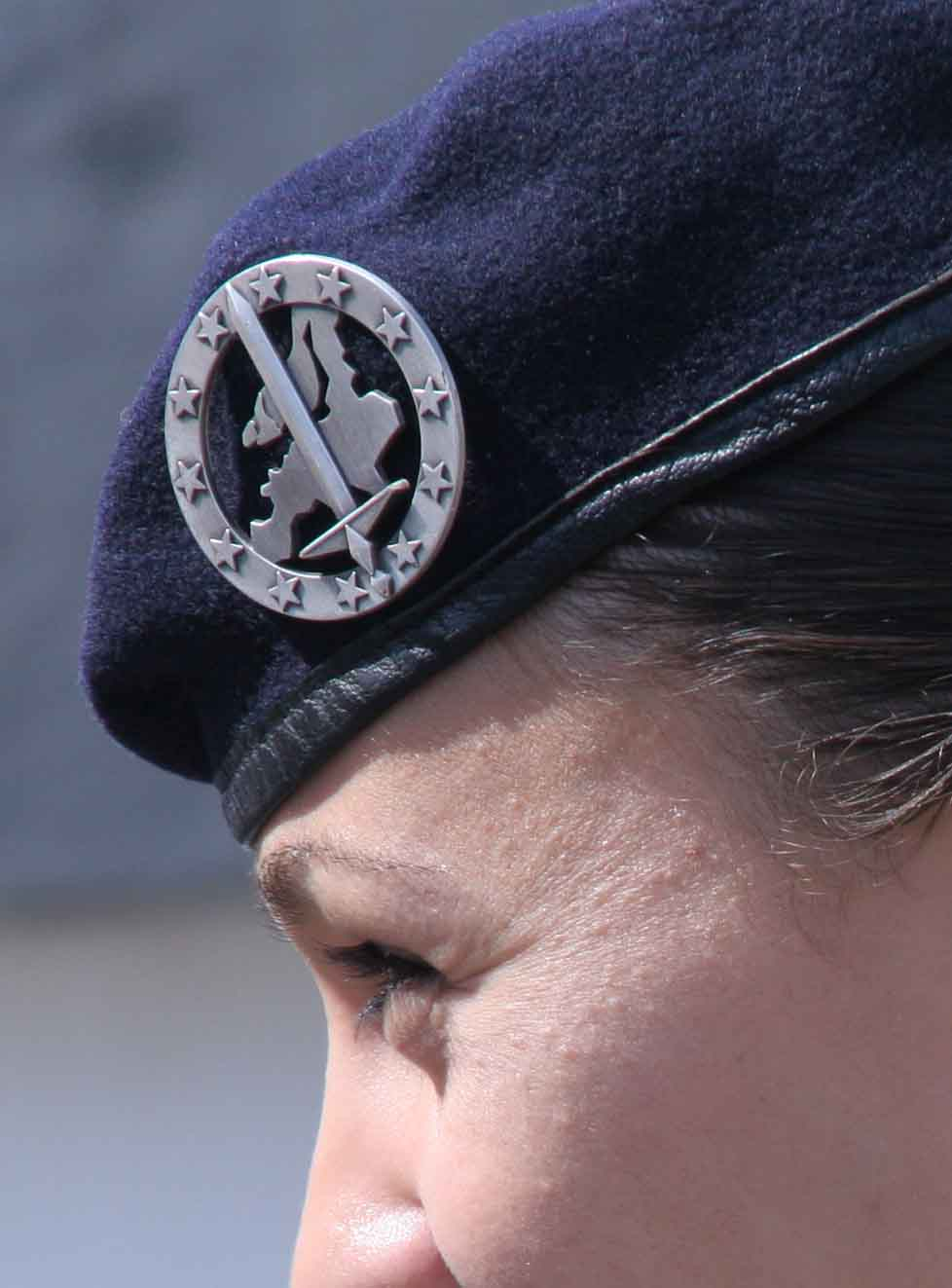
Barettabzeichen

Das Verbandsabzeichen zeigt ein nach oben gerichtetes Schwert auf einem EU-blauen Hintergrund und der stilisierten Darstellung des europäischen Kontinents mit neun (nur teilweise sichtbaren) verzerrten goldenen Sternen. Das Verbandsabzeichen wird – zumindest bei den deutschen Anteilen des Korps – auf dem linken Ärmel des Dienstanzugs getragen. Das Barettabzeichen ist einheitlich für alle Mitglieder des Korpsstabes und an das Verbandsabzeichen angelehnt. Zusätzlich zeigt es die zwölf Sterne, die auch auf der Flagge der Europäischen Union abgebildet und auf dem Verbandsabzeichen nur unvollständig und verzerrt abgebildet sind. Auch die deutschen Truppenanteile tragen dieses Abzeichen und nicht wie gewöhnlich eines, das ihre Truppengattung anzeigt. Wie auch die Soldaten der Deutsch-Französischen Brigade, die allerdings ein eigenes Abzeichen haben, tragen die Soldaten ein marineblaues Barett.

## Organisation

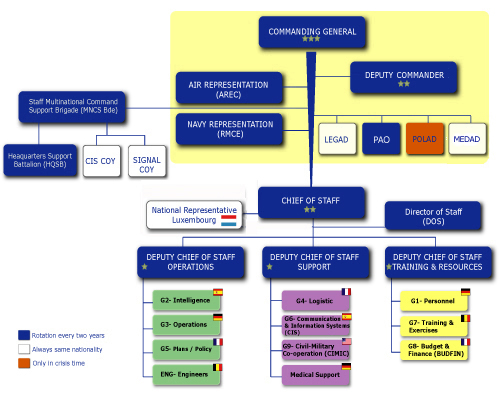
Organigramm Stab Eurokorps

Das Eurokorps wird von einem Generalleutnant geführt. Ihm ist ein Generalmajor als Stellvertreter beigeordnet. Der Chef des Stabes bekleidet den Dienstgrad eines Generalmajors oder Brigadegenerals. Dieser hat drei Stellvertreter (jeweils ein Ein-Sterne-General): für Operationen, für Unterstützung und für Ausbildung/Ressourcen. Zudem gibt es Verbindungselemente der Marine und der Luftstreitkräfte. Die Stehzeit der Angehörigen des Stabes beträgt rund drei bis vier Jahre, die Generale wechseln alle zwei Jahre.
Die Multinational Command Support Brigade (MNCS Bde) dient zur Unterstützung des Stabes (z. B. Führungsunterstützung (Fernmelder und Elektronische Kampfführung), Pioniere, Feldjäger und ABC-Abwehr). Sie wird nur im Bedarfsfall voll aktiviert und kann je nach Einsatzform differenziert zusammengestellt werden. Im Frieden ist die Brigade nur 80 Soldaten stark.

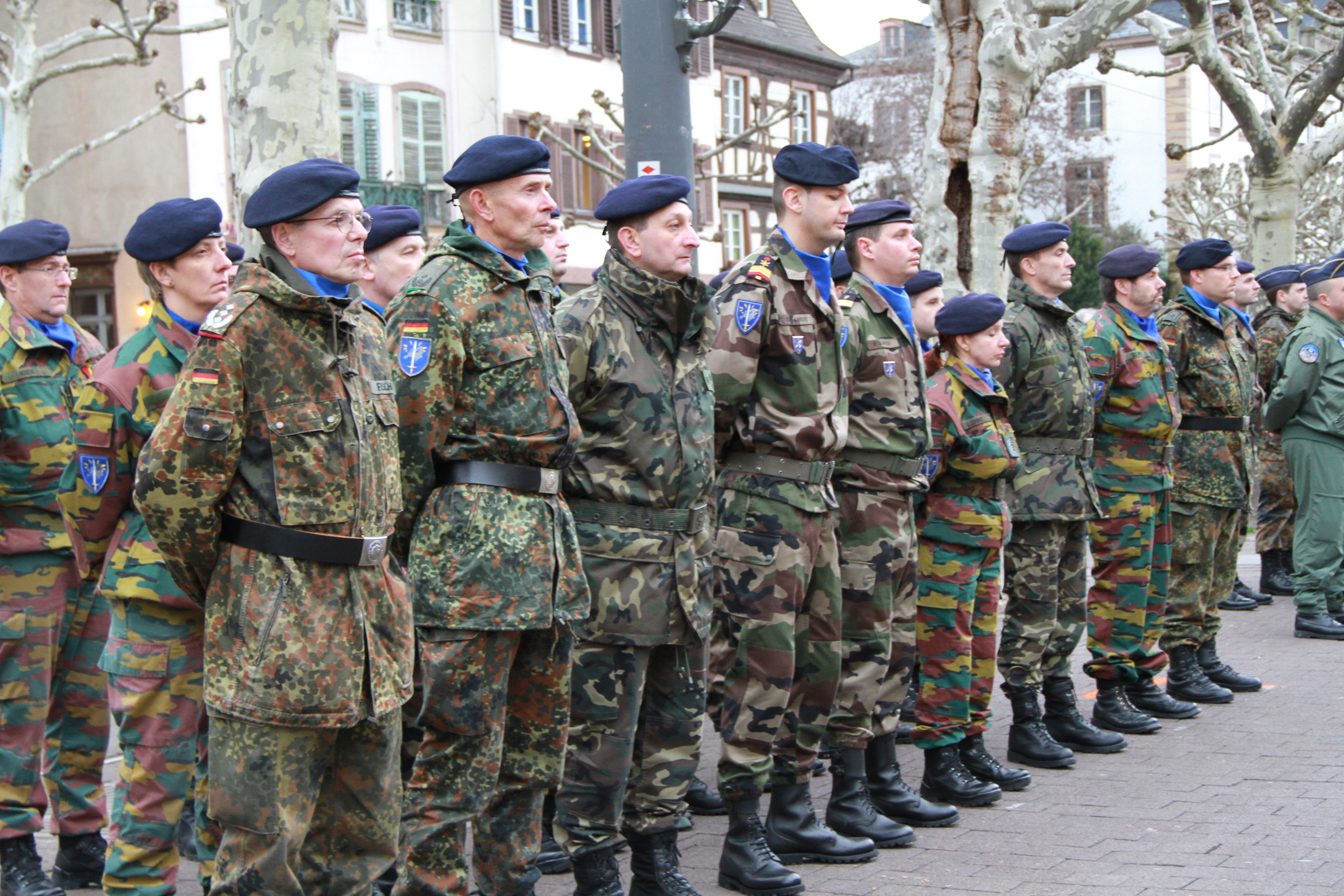
Eurokorps, Straßburg, 31. Januar 2013.

Das Eurokorps ist kein ständig präsenter Großverband, nur im Bedarfsfall werden ihm Truppenteile unterstellt: z. B. mit der Deutsch-Französische Brigade hat das Eurokorps bereits in Einsätzen auf dem Balkan und in Afghanistan sowie im Rahmen der NATO Response Force in 2006 und 2010 erfolgreich zusammengearbeitet.
Neben der bedarfsgesteuerten Unterstellung unter EU und SHAPE werden die nationalen Kontingente auch der ständig präsenten Truppenteile truppendienstlich national geführt. Die deutschen Anteile beispielsweise werden durch das Kommando Heer geführt.
Der Offizierverein des Eurokorps heißt seit 2004 CLUO (Club des Officiers). Der Unteroffizierverein hat sich den Namen CLUSO (Club des Sous-officiers) gegeben. Beide Vereine tragen zum Zusammenhalt der Mitglieder und ihrer Familien in einer multinationalen Gemeinschaft bei.
Englisch ist die Einsatzsprache.

### Kommandierende Generale
Folgende Kommandierende Generale führten bisher das Korps:
| Nr. | Name                                  | Nation      | Beginn der Berufung | Ende der Berufung |
| --- | ------------------------------------- | ----------- | ------------------- | ----------------- |
| 17  | Generalleutnant Piotr Błazeusz        | Polen       | 27. März 2024       |                   |
| 16  | Generalleutnant Jarosław Gromadziński | Polen       | 29. Juni 2023       | 27. März 2024     |
| 15  | Generalleutnant Peter Devogelaere     | Belgien     | 2. Sep. 2021        | 29. Juni 2023     |
| 14  | Generalleutnant Laurent Kolodziej     | Frankreich  | 5. Sep. 2019        | 2. Sep. 2021      |
| 13  | Generalleutnant Jürgen Weigt          | Deutschland | 7. Sep. 2017        | 5. Sep. 2019      |
| 12  | Generalleutnant Alfredo Ramírez       | Spanien     | 25. Jun. 2015       | 7. Sep. 2017      |
| 11  | Generalleutnant Guy Buchsenschmid     | Belgien     | 28. Jun. 2013       | 25. Jun. 2015     |
| 10  | Generalleutnant Olivier de Bavinchove | Frankreich  | 1. Jul. 2011        | 28. Jun. 2013     |
| 09  | Generalleutnant Hans-Lothar Domröse   | Deutschland | 25. Sep. 2009       | 1. Jul. 2011      |
| 08  | Generalleutnant Pedro Pitarch         | Spanien     | 21. Sep. 2007       | 25. Sep. 2009     |
| 07  | Generalleutnant Charles-Henri Delcour | Belgien     | 23. Sep. 2005       | 21. Sep. 2007     |
| 06  | Generalleutnant Jean-Louis Py         | Frankreich  | 4. Sep. 2003        | 23. Sep. 2005     |
| 05  | Generalleutnant Holger Kammerhoff     | Deutschland | 10. Dez. 2001       | 4. Sep. 2003      |
| 04  | Generalleutnant Juan Ortuño Such      | Spanien     | 26. Nov. 1999       | 10. Dez. 2001     |
| 03  | Generalleutnant Leo Van Den Bosch     | Belgien     | 1. Jan. 1998        | 26. Nov. 1999     |
| 02  | Generalleutnant Pierre Forterre       | Frankreich  | 31. Jan. 1996       | 15. Dez. 1997     |
| 01  | Generalleutnant Helmut Willmann       | Deutschland | 1. Okt. 1993        | 31. Jan. 1996     |

### Deutsche Generale im Eurokorps
Zum 1. Mai 2021 wurde der deutsche Brigadegeneral (TR) Jochen Deuer stellvertretender Chef des Stabes für Operationen im Eurokorps. Zuvor war er Referatsleiter Zentrale Aufgaben beim Generalinspekteur der Bundeswehr im Bundesministerium der Verteidigung in Berlin.
Generalmajor Josef Dieter Blotz war vom 1. Oktober 2019 bis zum 30. April 2021 Stellvertretender Kommandierender General des Eurokorps in Straßburg (Frankreich).
Vom 1. Juli 2017 bis zum 30. September 2019 war der Brigadegeneral der Bundeswehr Stefan Geilen Hauptabteilungsleiter Influence & Assistance (DCOS I&A) im Eurokorps.

## Eurokorps-Gliederung

### 2021
- Multinationaler Korpsstab in Straßburg
- multinationale Führungsunterstützungsbrigade

Das Korps kann bei Bedarf bis zu 60.000 Soldaten führen.

### 2011
- Multinationaler Korpsstab Straßburg
- Multinationale Führungsunterstützungsbrigade
- die Deutsch-Französische Brigade
- ein État-Major de Force, Frankreich (Brigaden des französischen Heeres werden nach Bedarf dem État-Major de Force unterstellt)
- eine Division, Deutschland
- die 1. Medium Brigade, Leopoldsburg, Belgien
- eine Aufklärungskompanie, Diekirch, Luxemburg
- die Cuartel General del Mando de Fuerzas Pesadas, Spanien mit drei schweren Brigaden
- Fernmeldekompanie Eurokorps Lebach

Die genaue Zusammensetzung variiert, bleibt jedoch qualitativ vergleichbar.

### 2007

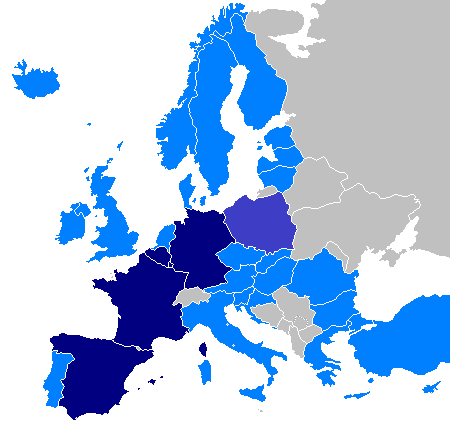
Mitgliedstaaten:
Mitgliedstaaten
mögliche Mitglieder
WEU & assoz. Staaten

Das Eurokorps ist 2007 wie folgt gegliedert:
- Multinationaler Korpsstab
- Multinationales Stabs- und Versorgungsbataillon
- 10. Panzerdivision, Deutschland
  - Panzerbrigade 12
  - Gebirgsjägerbrigade 23
- État-Major de Force 3, Frankreich
  - eine Panzerbrigade
  - eine Mechanisierte Brigade
  - Unterstützungstruppen nach Bedarf
- División de Infantería Mecanizada Brunete n. 1, Spanien
  - 10. Mechanisierte Infanteriebrigade „Guzmán el Bueno“
  - 11. Mechanisierte Infanteriebrigade „Extremadura“
  - 12. Panzerbrigade „Guadarrama“
- COMOPSLAND, Belgien
  - Medium Brigade
  - Light Brigade
  - Aufklärungskompanie, Luxemburg
- Deutsch-Französische Brigade
  - seit 1. April 2007 Fernmeldekompanie Eurokorps in Sigmaringen

### 1997/98
- Multinationaler Korpsstab
- Multinationales Stabs- und Versorgungsbataillon in Straßburg (ein gemischter Unterstützungsverband, der aus nationalen Kompanien bestand, ausgerüstet einheitlich mit Sturmgewehr FAMAS und Standardmaschinengewehr MG3)
- Deutsch-Französische Brigade in der Robert-Schuman-Kaserne in Müllheim im Markgräflerland (5000 Soldaten)
- 10. deutsche Panzerdivision in Sigmaringen (18.000 Soldaten)
- 1. belgische mechanisierte Division in Saive (Belgien)
- 42e régiment de transmission (42. französisches Fernmelderegiment) in Achern
- 1re division blindée (1. französische Panzerdivision) mit Stab in Baden-Baden; ab Juli 1999: 1re brigade mécanisée (1. mechanisierte Brigade)
- eine Aufklärungskompanie (Luxemburg), die am 11. Dezember 1996 in die belgische 1. Mechanisierte Division aufgenommen wurde
- 10. mechanisierte Infanteriebrigade „Guzmán el Bueno“ in Córdoba (Spanien) (4500 Soldaten), ab Oktober 1998 wurde die gesamte 1. Mechanisierte Division mit Stab in Burgos dem Eurokorps zugeordnet (dann 15.000 Soldaten)

## Mitgliedsstaaten

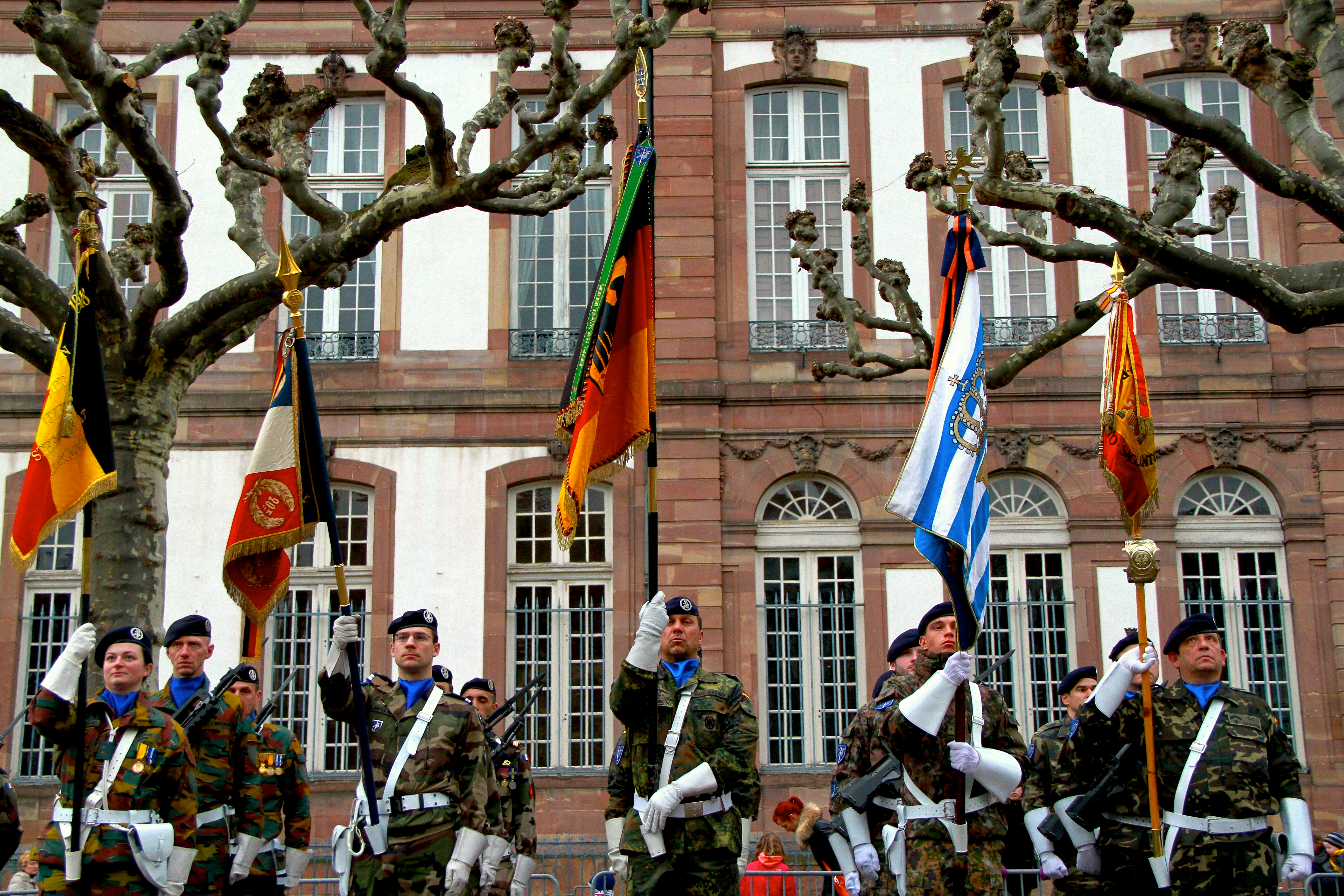
Eurokorps, Parade in Straßburg am 31. Januar 2013.

„Framework Nations“
- Belgien – seit 1993
- Frankreich – seit 1992
- Deutschland – seit 1992
- Luxemburg – seit 1996
- Spanien – seit 1994
- Polen – seit 2022

„Associated Nations“
- Griechenland – seit 2003
- Italien – seit 2009
- Rumänien – seit 2015
- Türkei – seit 2003
- Österreich – seit 2021[11]